# A segítség (film)
A segítség (eredeti cím: The Help) 2011-es amerikai-indiai-arab filmdráma, melynek rendezője Tate Taylor. A film Kathryn Stockett ugyanilyen című regényén alapul. A főszerepben Jessica Chastain, Viola Davis, Cicely Tyson, Bryce Dallas Howard, Allison Janney, Octavia Spencer és Emma Stone látható. A film (és a regény) főszereplője Eugenia "Skeeter" Phelan regényíró. A történet Phelan és két fekete cselédlány: Aibileen Clark és Minny Jackson kapcsolatáról szól.
A DreamWorks Pictures 2010 márciusában megszerezte a jogokat a könyv megfilmesítésére. A szereplőválogatás még ebben a hónapban megtörtént, a forgatás pedig négy hónap múlva kezdődött Mississippiben.
A segítség 2011. augusztus 10-én jelent meg a mozikban a Touchstone Pictures forgalmazásában. A film mind bevételi, mind kritikai szempontból sikeres volt, ennek ellenére negatív véleményeket kapott a kritikusoktól.

## Cselekmény
Skeeter, egy feltörekvő írónő, elhatározza, hogy ír egy könyvet az afroamerikai cselédekről.

## Szereplők
| Karakter              | Színész                   | Magyar hang (2011–2012) |
| --------------------- | ------------------------- | ----------------------- |
| Skeeter Phelan        | Emma Stone                | Peller Anna             |
| Aibileen Clark        | Viola Davis               | Bognár Gyöngyvér        |
| Hilly Holbrook        | Bryce Dallas Howard       | Major Melinda           |
| Minny Jackson         | Octavia Spencer           | Kocsis Mariann          |
| Celia Foote           | Jessica Chastain          | Mahó Andrea             |
| Elizabeth Leefolt     | Ahna O'Reilly             | Ruttkay Laura           |
| Charlotte Phelan      | Allison Janney            | Menszátor Magdolna      |
| Jolene French         | Anna Camp                 |                         |
| Mae Mobley            | Eleanor Henry, Emma Henry | Koller Virág            |
| Stuart Whitworth      | Chris Lowell              | Welker Gábor            |
| Constantine Jefferson | Cicely Tyson              | Horváth Zsuzsa          |
| Johnny Foote          | Mike Vogel                | Varga Gábor             |
| Missus Walters        | Sissy Spacek              | Kovács Nóra             |
| Elain Stein           | Mary Steenburgen          | Vándor Éva              |
| Robert Phelan         | Brian Kerwin              | Rosta Sándor            |
| Carlton Phelan        | Wes Chatham               |                         |
| Yule Mae Davis        | Aunjanue Ellis            |                         |
| William Holbrook      | Ted Welch                 | Megyeri János           |
| Raleigh Leefolt       | Shane McRae               |                         |
| Pascagoula            | Roslyn Ruff               |                         |
| Gretchen              | Tarra Riggs               |                         |
| Mr. Blackly           | Leslie Jordan             | Pálfai Péter            |
| Rebecca               | Tiffany Brouwer           |                         |
| Pearly                | Carol Lee                 |                         |
| Cora                  | Carol Sutton              |                         |
| Callie                | Millicent Bolton          | Bókai Mária             |
| Mary Beth Caldwell    | Ashley Johnson            |                         |
| Green tiszteletes     | David Oyelowo             | Nagypál Gábor           |

## Fogadtatás
A film általánosságban pozitív kritikákat kapott. A Rotten Tomatoes oldalán 76%-ot ért el 230 kritika alapján, és 7 pontot szerzett a tízből. A Metacritic honlapján 62 pontot szerzett a százból, 41 kritika alapján.
A The Detroit News kritikusa, Tom Long pozitívan értékelte. A Miami Herald kritikusa, Connie Ogle három csillaggal értékelte a négyből.
A The Village Voice kritikusa, Karina Longworth vegyes kritikával illette. Rick Groen, a The Globe and Mail kritikusa két csillagot adott a filmre a négyből.
A negatív kritikák általában arra irányultak, hogy a film nem ér fel a könyv színvonalához.